# ASB Classic 2012
ASB Classic 2012 — жіночий тенісний турнір, що проходив на відкритих кортах з твердим покриттям. Це був 27-й турнір ASB Classic. Належав до турнірів WTA International в рамках Туру WTA 2012. Відбувся ASB Tennis Centre in Окленд, Нова Зеландія, з 2 до 8 січня 2012 року.

## Учасниці основної сітки в одиночному розряді

### Сіяні пари
| Країна    | Гравчиня           | Рейтинг | Сіяна |
| --------- | ------------------ | ------- | ----- |
| Німеччина | Сабіне Лісіцкі     | 15      | 1     |
| КНР       | Пен Шуай           | 17      | 2     |
| Росія     | Світлана Кузнецова | 19      | 3     |
| Італія    | Флавія Пеннетта    | 20      | 4     |
| Німеччина | Юлія Гергес        | 21      | 5     |
| Італія    | Роберта Вінчі      | 23      | 6     |
| Бельгія   | Яніна Вікмаєр      | 26      | 7     |
| Румунія   | Моніка Нікулеску   | 30      | 8     |

- 1 Рейтинг подано станом на 26 грудня 2011

### Інші учасниці
Нижче наведено учасниць, які отримали вайлдкард на участь в основній сітці:
- Саша Джонс
- Віржіні Раззано
- Магдалена Рибарикова

Нижче наведено гравчинь, які пробились в основну сітку через стадію кваліфікації:
- Джеймі Гемптон
- Араван Резаї
- Алісон Ріск
- Кароліна Плішкова

### Відмовились від участі
- Вінус Вільямс (Sjögren's syndrome disease)

### Знялись
- Сабіне Лісіцкі (left abdominal muscle injury)
- Флавія Пеннетта (травма спини)

## Учасниці основної сітки в парному розряді

### Сіяні пари
| Країна    | Гравчиня          | Країна   | Гравчиня           | Рейтинг1 | Сіяна |
| --------- | ----------------- | -------- | ------------------ | -------- | ----- |
| Чехія     | Квета Пешке       | Словенія | Катарина Среботнік | 4        | 1     |
| Індія     | Саня Мірза        | Росія    | Олена Весніна      | 21       | 2     |
| Чехія     | Андреа Главачкова | Чехія    | Луціє Градецька    | 29       | 3     |
| Німеччина | Юлія Гергес       | Італія   | Флавія Пеннетта    | 48       | 4     |

- 1 Рейтинг подано станом на 26 грудня 2011

### Інші учасниці
Нижче наведено пари, які отримали вайлдкард на участь в основній сітці:
- Марина Еракович /  Ребекка Маріно
- Емілі Фаннінг /  Регіна Куликова

### Відмовились від участі
- Сабіне Лісіцкі (left abdominal muscle injury)

## Переможниці та фіналістки

### Одиночний розряд
Чжен Цзє —  Флавія Пеннетта, 2–6, 6–3, 2–0 знялася
- It was Zheng's 1-й титул за рік і 4-й — за кар'єру.

### Парний розряд
Андреа Главачкова /  Луціє Градецька —  Юлія Гергес /  Флавія Пеннетта 6–7(2–7), 6–2, [10–7]